# نیروگاه بادی کوپرز گپ
نیروگاه بادی کوپرز گپ (انگلیسی: Coopers Gap Wind Farm) یک نیروگاه بادی با ظرفیت ۴۵۳ مگاوات است که در نواحی وسترن داونز و ساود بورنت از ایالت کوئینزلند، استرالیا قرار دارد. این نیروگاه در حدود فاصلهٔ ۱۷۵ کیلومتر از سمت شمال‌غربی شهر بریزبن و ۵۰ کیلومتر در سمت جنوب‌غربی شهرک کینگاروی و ۶۵ کیلومتر در سمت شمال شهرک دالبی قرار دارد. هنگامی که در روز ۳۰ آوریل ۲۰۲۰، اعلام شد که ساخت نیروگاه به پایان رسیده است، به بزرگ‌ترین نیروگاه بادی استرالیا در آن موقع تبدیل شد. این عنوان تا روز ۱۰ دسامبر ۲۰۲۰ که ساخت نیروگاه بادی استاک‌یارد هیل در ایالت ویکتوریا به اتمام رسید، در اختیار این نیروگاه بود.